# Casino (Katja Krasavice)
Casino è un singolo della cantante tedesca Katja Krasavice, pubblicato il 20 dicembre 2019 come quarto estratto dal primo album in studio Boss Bitch.

## Video musicale
Il video musicale è stato reso disponibile in concomitanza con l'uscita del singolo.

## Tracce
Testi di Katja Krasavice, musiche di The Ironix.
1. Casino – 3:21

## Formazione
- Katja Krasavice – voce
- The Ironix – produzione
- Lex Barkey – mastering

## Classifiche
| Classifica (2020) | Posizione massima |
| ----------------- | ----------------- |
| Germania          | 44                |